# ابرهارد ویس
ابرهارد ویس (آلمانی: Eberhard Weise؛ زادهٔ ۳ اوت ۱۹۵۳) ورزشکار دو و میدانی اهل آلمان است.